# Chimaera Flats
Koordinaten: 57° 5′ S, 26° 44′ W
Die Chimaera Flats sind eine breite, sandige und strukturlose Ebene auf Candlemas Island im Archipel der Südlichen Sandwichinseln. Sie liegen zwischen dem Medusa Pool und dem Gorgon Pool.
Das UK Antarctic Place-Names Committee benannte die Ebene 1971 nach der Chimära, dem feuerfressenden Monster aus der griechischen Mythologie.